# Cabo Verde (cabo)
O cabo Verde (em francês:  Cap-Vert), como lugar geográfico, é o ponto mais ocidental da África continental, à longitude 17°33′22″ W. Pertence ao Senegal e é uma península ocupada pela cidade de Dacar. Não se deve confundir o lugar geográfico denominado cabo verde com o país soberano Cabo Verde.
A diferença entre o país Cabo Verde e o lugar geográfico Cabo Verde está na distinção entre a soberania política e a localização física do arquipélago. Cabo Verde, enquanto país, é um Estado soberano situado no Oceano Atlântico, composto por dez ilhas e pertencente à região da África Ocidental, com capital em Praia e um governo democrático. O país conquistou sua independência de Portugal em 1975 e possui uma economia baseada no turismo, comércio e remessas de emigrantes.
Já Cabo Verde como lugar geográfico refere-se unicamente ao arquipélago em sua dimensão física, independentemente da organização política e administrativa. Esse uso pode ser aplicado em contextos históricos, científicos e ambientais para descrever as ilhas enquanto formação geológica, localização climática e aspectos naturais, sem necessariamente se referir ao Estado soberano moderno.
O arquipélago de Cabo Verde situa-se a cerca de 580 km a oeste-noroeste. Situado a 500 km da costa ocidental de África, é um arquipélago constituído por dez ilhas, nove das quais são habitadas. Com uma população de aproximadamente 491.233 habitantes (segundo o Censo de 2021), apenas 10% do seu território está classificado como terra arável e os recursos minerais são limitados.
Localizado no Oceano Atlântico, a região é composta por dez ilhas vulcânicas e diversos ilhéus, divididos em dois grupos principais: Ilhas de Barlavento (Santo Antão, São Vicente, Santa Luzia, São Nicolau, Sal e Boa Vista) e Ilhas de Sotavento (Maio, Santiago, Fogo e Brava). O arquipélago está inserido na região do Sahel africano e apresenta um clima árido a semiárido, com chuvas escassas e temperaturas moderadas ao longo do ano. Cabo Verde faz parte da Macaronésia, um conjunto de arquipélagos atlânticos que inclui também os Açores, a Madeira e as Canárias. Sua posição estratégica tornou as ilhas um ponto de escala importante para navegações entre Europa, África e América desde os tempos coloniais.

## História
Dinis Dias foi um navegador português do século XV, conhecido por suas explorações ao longo da costa ocidental da África. Em 1444, ao serviço do Infante D. Henrique, liderou uma expedição que o levou além da foz do rio Senegal, onde descobriu o Cabo Verde, o ponto mais ocidental do continente africano. Impressionado com a vegetação exuberante da região, batizou o local de "Cabo Verde". Embora algumas fontes sugiram que Dinis Dias possa ter sido pai de Bartolomeu Dias, o navegador que posteriormente dobrou o Cabo da Boa Esperança, não há evidências conclusivas que confirmem essa relação de parentesco. Após essa expedição, Dinis Dias participou de outras viagens, incluindo uma em 1445, onde colaborou com Lançarote de Freitas em uma expedição à ilha de Arguim, na costa da atual Mauritânia.

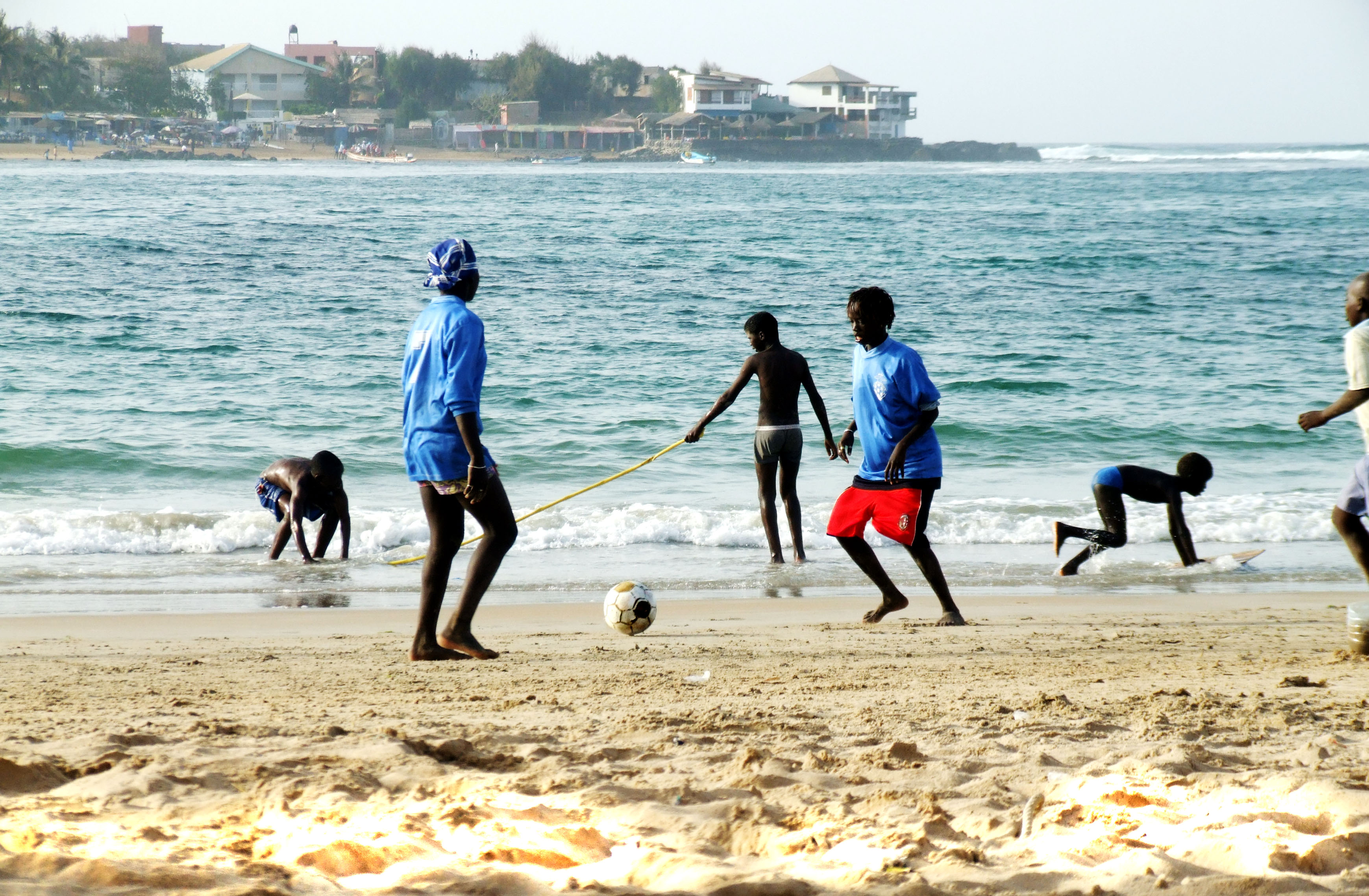
Crianças jogam futebol na praia de Ngor, vendo-se o cabo Verde

1. ↑  «Cabo Verde Aspectos gerais». World Bank. Consultado em 5 de fevereiro de 2025
2. ↑  «Dinís Dias | Explorer, Navigator, Atlantic Voyages | Britannica». www.britannica.com (em inglês). Consultado em 5 de fevereiro de 2025